# Agrilus biscrensis
Agrilus biscrensis é uma espécie de inseto do género Agrilus, família Buprestidae, ordem Coleoptera.
Foi descrita cientificamente por Pic, 1918.